# Milenko Savović
Milenko Savović (in serbo Миленко Савовић?; Trebigne, 19 luglio 1960 – Belgrado, 1º marzo 2021) è stato un cestista jugoslavo.

## Biografia
Con la Jugoslavia disputò i Campionati europei del 1983.
Morì a Belgrado per complicazioni da COVID-19 nel marzo 2021, all'età di 60 anni.

## Palmarès
- YUBA liga: 3

Partizan Belgrado: 1978-79, 1980-81, 1986-87
- Coppa di Jugoslavia: 2

Partizan Belgrado: 1979, 1989
- Coppa Korać: 3

Partizan Belgrado: 1977-78, 1978-79, 1988-89